# Кушта Олександр Григорович
Олександр Григорович Кушта (1980—2022) — старший солдат Збройних Сил України, учасник російсько-української війни.

## Життєпис
Народився 11 квітня 1980 року в місті Охтирка Сумської області.
Військову службу проходив у 91 окремому Охтирському полку підтримки.
Брав участь у миротворчій операції в складі національного контингенту в Косово, Республіка Сербія.
Брав участь в АТО, ООС
Загинув 26 лютого 2022 в районі міста Охтирка.

## Нагороди та вшанування
- Орден «За мужність» III ступеня[1].
- Почесний громадянин міста-героя Охтирки.